# Löwitz (Rehau)
Löwitz ist ein Gemeindeteil der Stadt Rehau im Landkreis Hof (Oberfranken, Bayern).

## Geographie
Das Dorf Löwitz befindet sich im Rehauer Staatsforst etwa drei Kilometer nordöstlich des Hauptortes. Die Quelle des Löwitzbaches liegt weiter nordöstlich, der Bach fließt durch den Ort und mündet in den Höllbach.

## Geschichte
Der Ort wurde erstmals 1387 urkundlich erwähnt und von 1449 bis 1750 als Wüstung bezeichnet. Bei Waldarbeiten im Jahr 1920 machte man in der Nähe des heutigen Ortes Bodenfunde, darunter waren auch Mauerreste.